# Gare de Thérouanne
La gare de Thérouanne est une ancienne gare ferroviaire française de la ligne d'Aire-sur-la-Lys à Berck-Plage, située sur le territoire de la commune de Thérouanne, dans le département du Pas-de-Calais, en région Hauts-de-France.
Elle est mise en service en 1893 par la Compagnie AFRB, avant d'être fermée en 1954 par les VFIL.

## Situation ferroviaire
Établie à … mètres d'altitude, la gare de Thérouanne est située au point kilométrique (PK) … de la ligne d'Aire-sur-la-Lys à Berck-Plage (chemin de fer secondaire à voie unique et métrique, totalement déclassé et déferré), entre la halte détruite de Crecques et la gare fermée de Delettes.

## Histoire
La gare est ouverte le 1er juin 1893, à l'occasion de la mise en service de la section Aire-sur-la-Lys – Fruges de la ligne d'Aire-sur-la-Lys à Berck-Plage, par la Compagnie des Chemins de Fer d'Aire à Fruges et de Rimeux-Gournay à Berck ou AFRB (soit le concessionnaire). Celle-ci intègre la Compagnie générale de voies ferrées d'intérêt local (VFIL) en 1919, qui ferme la dernière section de la ligne comprise entre Aire-sur-la-Lys et Rimeux - Gournay (et donc la gare de Thérouanne) au printemps 1954, sur décision du conseil général du Pas-de-Calais (propriétaire et financeur de l'infrastructure).

## Patrimoine ferroviaire
L'ancien bâtiment voyageurs, vendu à un particulier, est reconverti en habitation, tandis que toutes les autres infrastructures de la plate-forme ferroviaire ont été supprimées.